# Euhybus triplex
Euhybus triplex är en tvåvingeart som beskrevs av Walker 1849. Euhybus triplex ingår i släktet Euhybus och familjen puckeldansflugor. Inga underarter finns listade i Catalogue of Life.